# Brachycephalus ephippium
Brachycephalus ephippium е вид жаба от семейство Brachycephalidae. Видът не е застрашен от изчезване.

## Разпространение
Разпространен е в Бразилия (Баия, Еспирито Санто, Рио де Жанейро и Сао Пауло).

## Описание
Популацията на вида е стабилна.